# Gobir

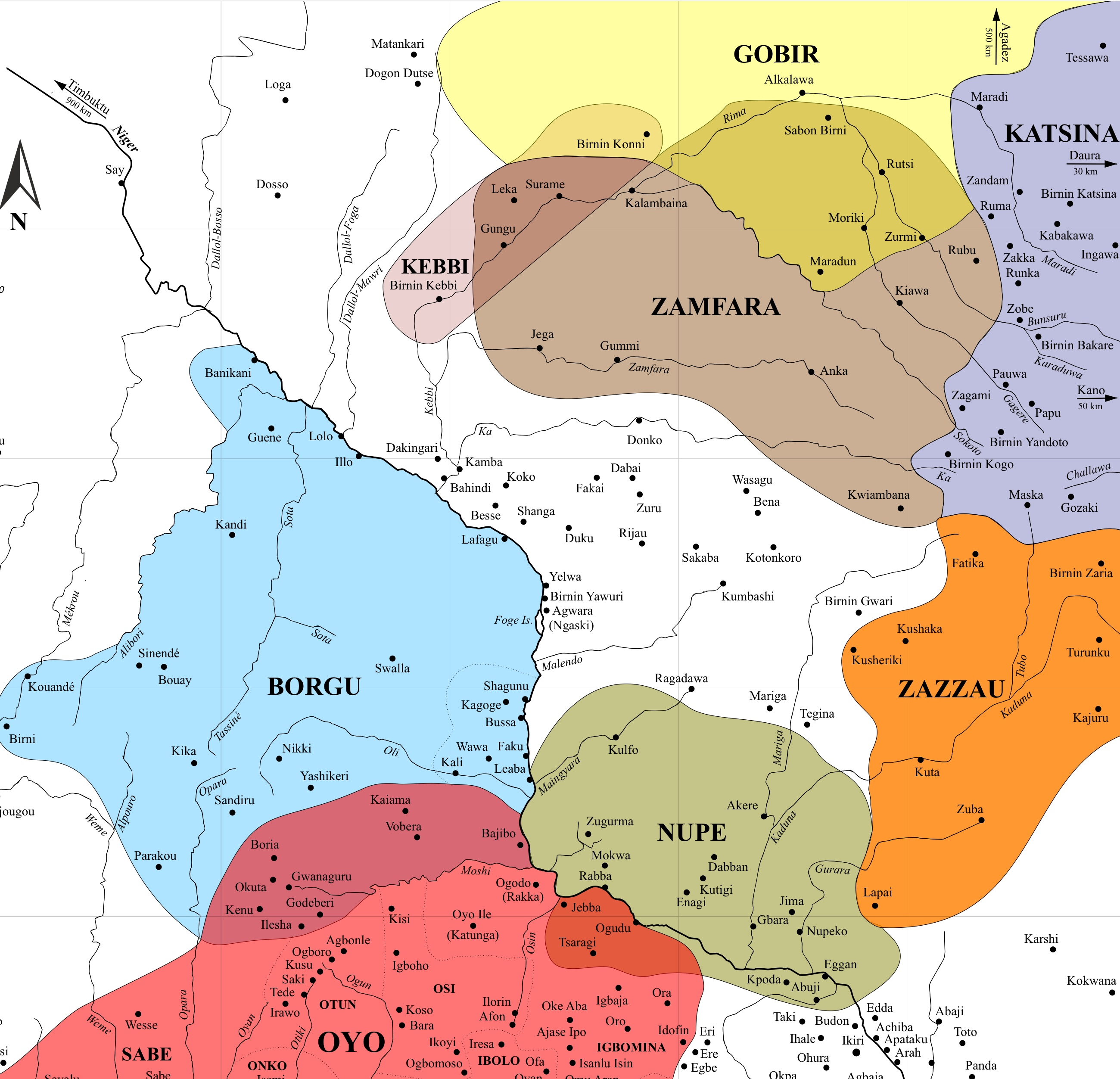
Mappa dell'hausaland occidentale nel XVIII secolo

Gobir fu uno dei sette originali regni hausa, e in seguito un sultanato che resistette all'espansionismo del Califfato di Sokoto e mantenne la sua indipendenza fino all'avvento del colonialismo anglo-francese nel tardo XIX secolo. Oggi il suo territorio è diviso tra gli stati del Niger e della Nigeria, in ciascuno dei quali due dinastie rivali ne rivendicano l'eredità.

## Storia
Gobir era il più settentrionale degli stati Hausa, e da esso si dipendeva per proteggere i suoi stati fratelli dagli avversari settentrionali, in particolare dalle tribù Tuareg. Fin dalla sua fondazione, Gobir aveva un'orgogliosa reputazione marziale, probabilmente derivante dalla sua lunga storia di nomadismo. Sebbene la maggioranza dei Gobirawa ("popolo di Gobir") fosse di etnia hausa, la dinastia regnante rivendicava una discendenza copta. La casa reale discendeva da Bana Turmi, il primo Sarkin Gobir, che morì a Bilma. Giunsero nella regione di Aïr tra il XII e il XIV secolo, ma nel XV secolo dovettero abbandonarla, a causa della pressione dei Tuareg, e si trasferirono prima a Maigali e poi a Goran Rami, vicino all'attuale Sabon Birni. All'inizio del XVIII secolo trasferirono la loro capitale a Birnin Lalle. Secondo il geografo tedesco Heinrich Barth, che esplorò la regione a metà del XIX secolo, dopo la conquista, i Gobirawa concordarono con i Tuareg che non ci sarebbero state altre guerre, e che i re tuareg avrebbero dovuto sempre sposare una donna nera.
Gobir è ricordato soprattutto come il principale oppositore del riformatore islamico Fulani Usman dan Fodio. Nonostante alcuni successi iniziali da parte delle forze di Gobir e degli altri stati dell'Hausaland (in particolare nella battaglia di Tsuntua), dan Fodio riuscì a conquistare il territorio circostante. Le sue forze presero la capitale del Gobir, Alkalawa, nell'ottobre 1808, uccidendo Sarki Yunfa. Lo stato fu poi parzialmente assorbito da Sokoto. La resistenza contro i jihadisti Fulani continuò nel nord-est, da parte di Sarkin Ali dan Yakubu e Sarki Mayaki. Con l'aiuto del sovrano Hausa di Katsina, quest'ultimo costruì nel 1836 una nuova capitale di Gobir a Tibiri, 10 km a nord di Maradi. 
Nell'attuale Niger continua ancora oggi l'antica dinastia dei sovrani Hausa di Gobir. Un ramo rivale della dinastia ha sede a Sabon Birni a nord di Sokoto in Nigeria.